# Теїнсон (володар Пархе)
Теїнсон (кор. 대인선, 大諲譔, Dae Inseon, Tae Insŏn; пом. 926) — корейський правитель, останній, п'ятнадцятий, володар (тійо) держави Пархе.
Період його правління позначився значними змінами в регіоні. Зокрема у Сіллі поступово послаблювалась влада монарха, натомість незалежність аристократії зростала, країною ширились повстання. Повстання також охопили й китайську державу Тан, що зрештою призвело до падіння Тан та заснування нової династії — Пізньої Лян (907).
Теїнсон зосередився на зміцненні своєї оборони перед новими викликами, зокрема він виступав за союз із Корьо. Втім місцеві аристократи були проти, тому альянс не склався. Тим часом у Маньчжурії нарощували свою могутність кидані, які стали головною загрозою для Пархе. 925 року вони вдерлись до володінь Теїнсона й за десять днів захопили столицю. 926 року держава Пархе припинила своє існування, деякі аристократи перейшли під владу киданьської династії Ляо, та більшість утекли до Корьо.